# Howells (Nebraska)
Howells es una villa ubicada en el condado de Colfax en el estado estadounidense de Nebraska. En el Censo de 2010 tenía una población de 561 habitantes y una densidad poblacional de 376,05 personas por km².

## Geografía
Howells se encuentra ubicada en las coordenadas 41°43′27″N 97°0′17″O / 41.72417, -97.00472. Según la Oficina del Censo de los Estados Unidos, Howells tiene una superficie total de 1.49 km², de la cual 1.49 km² corresponden a tierra firme y (0%) 0 km² es agua.

## Demografía
Según el censo de 2010, había 561 personas residiendo en Howells. La densidad de población era de 376,05 hab./km². De los 561 habitantes, Howells estaba compuesto por el 96.97% blancos, el 0% eran afroamericanos, el 0.53% eran amerindios, el 0.36% eran asiáticos, el 0.36% eran isleños del Pacífico, el 0.18% eran de otras razas y el 1.6% pertenecían a dos o más razas. Del total de la población el 1.96% eran hispanos o latinos de cualquier raza.